# قيقب ثنائي اللون
قيقب ثنائي اللون (الاسم العلمي:Acer discolor) هو نوع من النباتات يتبع جنس القيقب من الفصيلة الصابونية.